# Apácák (musical)
Az Apácák (Nunsense) Dan Goggin musicalje. A bemutatója 1985. december 12-én volt az off-Broadwayn, Cherry Lane színházában. A darab óriási sikert aratott, 3672 alkalommal került színre.
A magyarországi ősbemutatóját 1992. december 31-én, a Madách Színházban tartották. 2013-ig a magyar nyelvterületen tíz társulat tűzte műsorára.

## Magyarországi bemutatók

### Madách Színház
A Madách Színházban 1992. december 31-én mutatták be a musicalt Kerényi Imre rendezésében. A koreográfus Szerednyey Béla, a díszlettervező Götz Béla, a jelmeztervező Rátkai Erzsébet volt.
Színészek:
- Mária Regina nővér – Psota Irén
- Mária Huberta nővér – Bencze Ilona
- Mária Roberta nővér – Kiss Mari
- Mária Amnesia nővér – Hűvösvölgyi Ildikó
- Mária Lea nővér – Kökényessy Ági

### Komáromi Jókai Színház
A Komáromi Jókai Színházban 1996. május 3-án mutatták be a musicalt Mikó István rendezésében. A koreográfus László Péter, a díszlettervező Platzner Tibor, a jelmeztervező Dobis Márta volt.
Színészek:
- Mária Regina nővér – Cs. Tóth Erzsébet
- Mária Huberta nővér – Varsányi Mari, Benes Ildikó
- Mária Roberta nővér – Stubendek Katalin
- Mária Amnesia nővér – Vincze Emőke
- Mária Lea nővér – Holocsy Krisztina

### Soproni Petőfi Színház
A Soproni Petőfi Színházban 2001. november 24-én mutatták be a musicalt Mikó István rendezésében. A koreográfus László Péter, a díszlettervező Langmár András, a jelmeztervező Halasi M. Zsuzsanna volt.
Színészek:
- Mária Regina nővér – Rátonyi Hajni
- Mária Huberta nővér – Pasqualetti Ilona
- Mária Roberta nővér – Keresztes Ildikó
- Mária Amnesia nővér – Nádorfi Krisztina
- Mária Lea nővér – Sárvári Diána

### Komáromi Jókai Színház
A Komáromi Jókai Színházban 2004. február 11-én mutatták be a musicalt Mikó István rendezésében.
Színészek:
- Mária Regina nővér – Holocsy Krisztina
- Mária Huberta nővér – Benes Ildikó
- Mária Roberta nővér – Holocsy Krisztina
- Mária Amnesia nővér – Vincze Emőke
- Mária Lea nővér – Stubendek Katalin

### Ódry Színpad
Az Ódry Színpadon 2004. november 5-én mutatták be a musicalt Dávid Zsuzsa rendezésében. A koreográfus Papp Csaba, a díszlettervező Ruttka Andrea, a jelmeztervező Fekete Györgyi volt.
Színészek:
- Mária Regina nővér – Peller Anna
- Mária Huberta nővér – Holecskó Orsolya
- Mária Roberta nővér – Nádasi Veronika
- Mária Amnesia nővér – Szegő Adrienn
- Mária Lea nővér – Wégner Judit

### Szatmárnémeti Északi Színház
A Szatmárnémeti Északi Színházban 2006. április 7-én mutatták be a musicalt Csurulya Csongor rendezésében. A koreográfus Tănase Gabriela volt.
Színészek:
- Mária Regina nővér – Méhes Kati
- Mária Huberta nővér – László Zita
- Mária Roberta nővér – Laczkó Tekla
- Mária Amnesia nővér – Lőrincz Ágnes
- Mária Lea nővér – Vencz Stella, Gál Ágnes

### Hevesi Sándor Színház
A Hevesi Sándor Színházban 2008. december 5-én mutatták be a musicalt Tóth András rendezésében. A koreográfus Lisztóczky Hajnalka, a díszlet- és a jelmeztervező Bujdosó Nóra volt.
Színészek:
- Mária Regina nővér – Ecsedi Erzsébet
- Mária Huberta nővér – Pap Lujza
- Mária Roberta nővér – Kovács Olga
- Mária Amnesia nővér – Foki Veronika
- Mária Lea nővér – Tisza Anita

### Szigligeti Színház
A Szigligeti Színházban 2009. november 7-én mutatták be a musicalt Radó Denise rendezésében. A koreográfus Kinczel József, a díszlet- és a jelmeztervező Radó Denise volt.
Színészek:
- Mária Regina nővér – Császár Gyöngyi
- Mária Huberta nővér – Sztárek Andrea
- Mária Roberta nővér – Kertész Marcella
- Mária Amnesia nővér – Lugosi Claudia
- Mária Lea nővér – Sárvári Diána, Huszárik Kata

### Miskolci Nemzeti Színház
A Miskolci Nemzeti Színházban 2010. március 3-án mutatták be a musicalt Szirtes Gábor rendezésében. A koreográfus Majoros István, a díszlet- és a jelmeztervező Bozóki Mara volt.
Színészek:
- Mária Regina nővér – Seres Ildikó
- Mária Huberta nővér – Varga Andrea
- Mária Roberta nővér – Jancsó Dóra
- Mária Amnesia nővér – Simonfi Adrienn
- Mária Lea nővér – Pap Lívia

### Győri Nemzeti Színház
A Győri Nemzeti Színházban 2012. október 6-án mutatták be a musicalt Molnár László rendezésében. A koreográfus Király Béla, a díszlet- és a jelmeztervező Győri Gabi volt.
Színészek:
- Mária Regina nővér – Bellai Eszter
- Mária Huberta nővér – Agócs Judit
- Mária Roberta nővér – Bartha Alexandra
- Mária Amnesia nővér – Mózes Anita
- Mária Lea nővér – Kiss Tünde

### Turay Ida Színház
2022.november 19-én mutatták be a musicalt Nagy Viktor rendezésében. A koreográfus Gyenes Ildikó volt, a látványért Darvasi Ilona, a jelmezekért Tóth Anita felelt.
Színészek:
- Mária Regina nővér – Pápai Erika
- Mária Huberta nővér – Szuromi Bernadett
- Mária Roberta nővér – Fehér Adrienn
- Mária Amnesia nővér – Bódi Barbara
- Mária Lea nővér – Szőke Laura